# Maxi 68

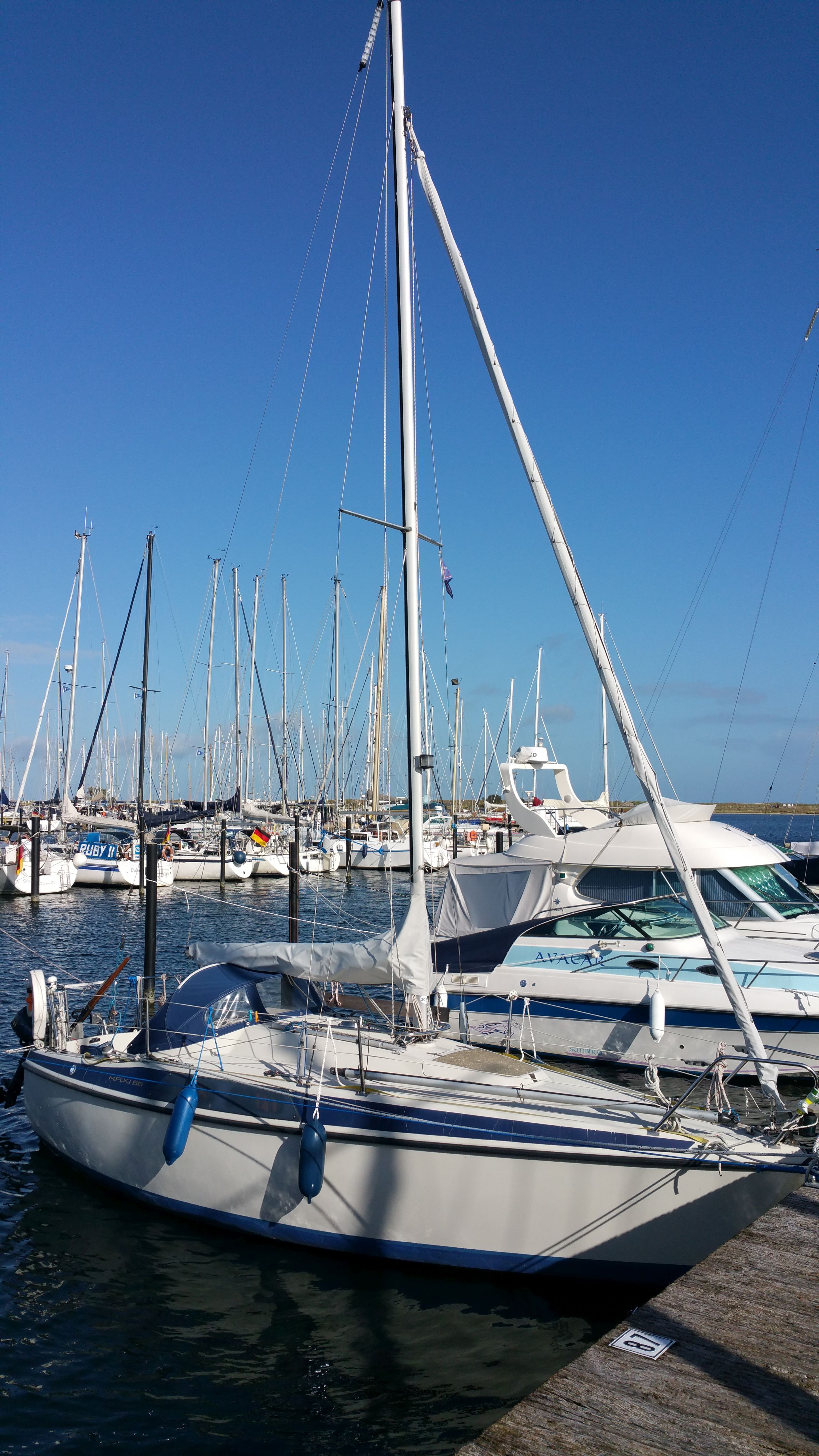
Eine Maxi 68 (Baunummer 807)

Die Maxi 68 ist ein kleines, schwedisches Familienboot.
Die Maxi 68 wurde nach einem Entwurf von Pelle Petterson erstmals 1976 auf der Werft Erje Produkter, Mariestad gebaut und in den Vertrieb gebracht. Später wurden die Boote dann von Mölnlycke Marin AB gebaut. Aus ihrer Länge über alles ergab sich die Zusatzbezeichnung „68“ in der Klassenbezeichnung. Der Rumpf besteht aus Spritzlaminat bis 15 mm, das Deck wurde in Sandwichbauweise mit einem Kern aus Divinycell gefertigt. Die Kajüte von ca. 4 m² beherbergt zwei Kojen, zusätzlich befindet sich eine größere im Vorschiff. Bei einem Kielgewicht von 650 kg und einer benetzten Fläche von 16 m² hat sie eine Verdrängung von 1350 kg. Sie kann mit einem Außenborder von max. 7 kW ausgestattet werden.  Die Rumpfgeschwindigkeit beträgt 5,9 Knoten. Das Boot ist nach dem Svenska Sjöfartsverket klassifiziert.
Ab 1978 wurde das Boot konstruktiv etwas verändert, der Pflichtboden wurde angehoben und es gab einen neuen silberfarbenen Mast von Seldén. Das Boot lässt sich auch bei mehr Wind (ab Windstärke 5) sicher beherrschen. Mit der Maxi lässt sich eine maximale Höhe am Wind von ungefähr 35 Grad segeln.
Von der Maxi 68 wurden von 1976 bis 1981 1295 Exemplare gebaut.